# Aljaksandr Karnizki (Fußballspieler)
Aljaksandr Iwanawitsch Karnizki (belarussisch Аляксандр Іванавіч Карніцкі, * 14. Februar 1989 in Stoubzy) ist ein belarussischer Fußballspieler.

## Karriere
Karnizki begann seine Karriere beim FK Baranawitschy. Nachdem er bei diversen unterklassigen Vereinen gespielt hatte, wechselte er 2013 zum Erstligisten FK Homel, für den er im März 2013 debütierte. 2014 wechselte er zu BATE Baryssau. Sein internationales Debüt gab er im September 2014 in der Champions League.
Im September 2016 wechselte er nach Israel zu Hapoel Ra’anana, wo er einen Dreijahresvertrag erhielt.
Am 7. Oktober 2017 gab Karnizki sein Nationalmannschaftsdebüt bei der 1:3-Niederlage im WM-Qualifikationsspiel gegen die Niederlande in Baryssau.

## Erfolge
- Russischer Pokalsieger (2018)